# Pottuvil
Pottuvil (szingaléz: පොතුවිල්, tamil: பொத்துவில்) város Srí Lanka keleti részén, az Indiai-óceán partján, Colombótól közúton kb. 350 km-re keletre. 
Lakossága közel 34 ezer fő volt egy 2007-es becslés alapján.
A környéket a 2004-es indiai-óceáni cunami súlyosan érintette, jelentős károkat okozva és számos emberéletet szedve.
A közelben, a tengerparton áll a Mudumaha Vihare-templom és dagoba, amelyből csak az alapfalak és az oszlopok, valamint egy sérült Buddha-szobor maradt meg.
A várostól 4 km-re délre fekszik az Arugam Bay nevű turisztikai célpont. 15 km-re nyugatra található a Lahugala vadrezervátum, ahol elefántok vándorolnak.

## Fordítás
- Ez a szócikk részben vagy egészben  a   Pottuvil című angol Wikipédia-szócikk fordításán alapul.  Az eredeti cikk szerkesztőit annak laptörténete sorolja fel. Ez a jelzés csupán a megfogalmazás eredetét és a szerzői jogokat jelzi, nem szolgál a cikkben szereplő információk forrásmegjelöléseként.